# Annett Gamm
Annett Gamm (* 28. Mai 1977 in Dresden) ist eine ehemalige deutsche Wasserspringerin.
Annett Gamm war im Team des Deutschen Schwimm-Verbandes (DSV) im Kunst- und Turmspringen sowohl im Einzel als auch im Synchronspringen aktiv. Sie sprang an der Seite von Nora Subschinski, nachdem ihre ehemalige Partnerin Ditte Kotzian sich vom Turmspringen zurückgezogen hatte. Der Heimatverein der Arzthelferin ist der Dresdner SC, zurzeit ist sie Stabsunteroffizier der Bundeswehr in der Sportfördergruppe Frankenberg.
Gamm gewann im 10-m-Synchronspringen vier Goldmedaillen bei Europameisterschaften und eine Bronzemedaille bei Weltmeisterschaften. Sie nahm an zwei Olympischen Spielen teil und erreichte 2004 Platz sechs, 2008 Platz vier.
Annett Gamm beendete ihre Karriere nach den Olympischen Spielen 2008.
Gamm lebt in Schongau.

## Größte Erfolge
| 1999 | Europameisterschaften   | 4. Platz | Turm          |
| 2001 | Weltmeisterschaften     | 7. Platz | Synchron Turm |
| 2002 | Europameisterschaften   | 1. Platz | Synchron Turm |
| 2003 | Weltmeisterschaften     | 6. Platz | Turm          |
| 2004 | Europameisterschaften   | 1. Platz | Synchron Turm |
| 2004 | Olympische Sommerspiele | 6. Platz | Synchron Turm |
| 2005 | Weltmeisterschaften     | 4. Platz | Synchron Turm |
| 2006 | Europameisterschaften   | 1. Platz | Synchron Turm |
| 2007 | Weltmeisterschaften     | 3. Platz | Synchron Turm |
| 2008 | Europameisterschaften   | 1. Platz | Synchron Turm |
| 2008 | Olympische Sommerspiele | 4. Platz | Synchron Turm |